# Nina Turner

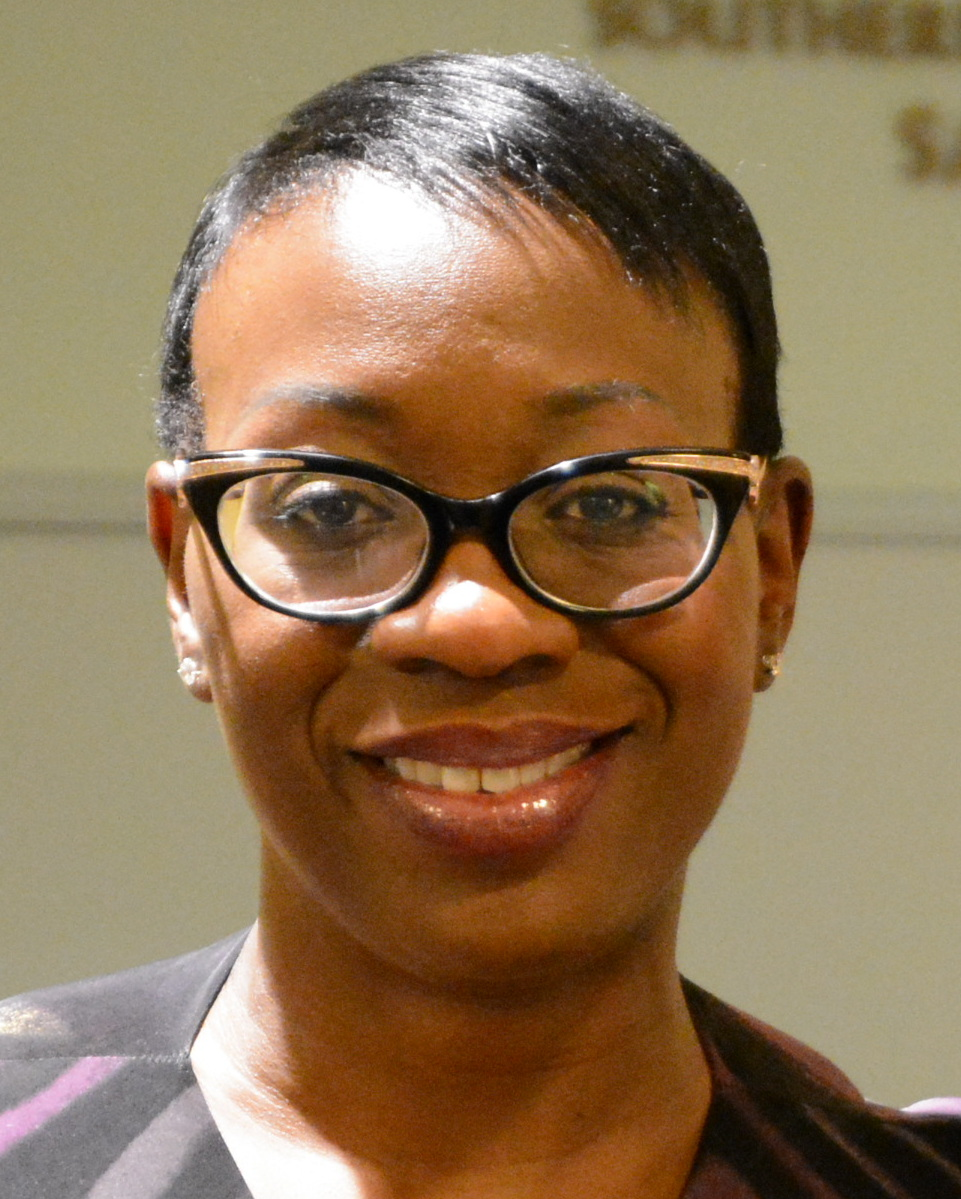
Nina Turner augusti 2015.

Nina Turner, född den 7 december 1967, var tidigare whip för Ohios senat, och tidigare statlig senator för det 25:e distriktet i Ohio. Hon är en demokrat.